# سیرانگاهاواتا
سیرانگاهاواتا (به لاتین: Sirangahawatta) یک منطقهٔ مسکونی در سری‌لانکا است که در استان مرکزی (سری‌لانکا) واقع شده‌است.